# Moses Robinson
Moses Robinson (ur. 22 marca 1741 w Hardwick, Massachusetts, zm. 26 maja 1813 w Bennington, Vermont) – amerykański prawnik i polityk.
W latach 1789–1790 pełnił funkcję prezydenta Republiki Vermontu. W latach 1791–1796 jako przedstawiciel stanu Vermont zasiadał w Senacie Stanów Zjednoczonych.
Jego brat, Jonathan Robinson, także reprezentował Vermont w Senacie Stanów Zjednoczonych.